# Estación base

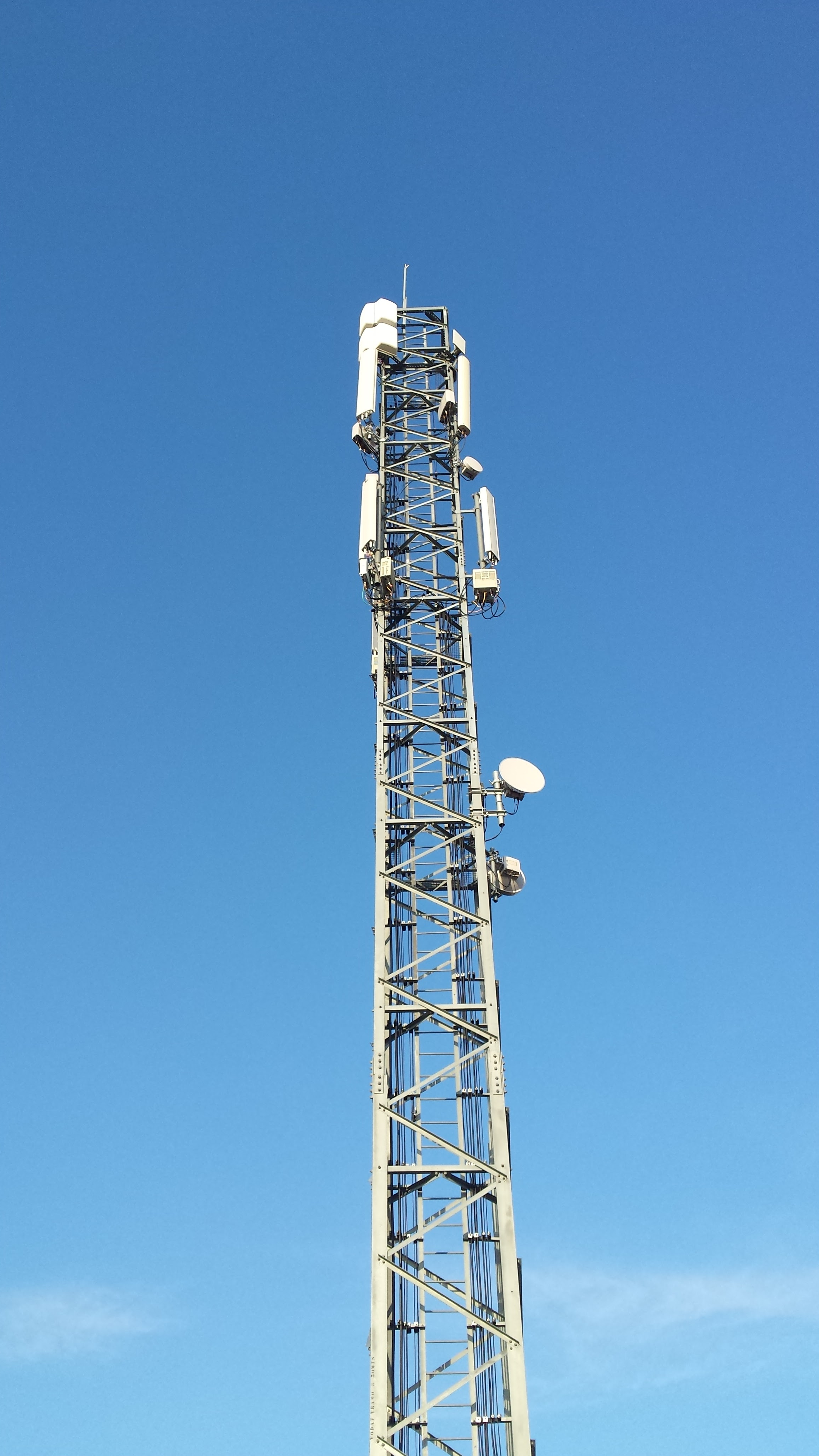
Fotografía de una estación base de telefonía móvil.

En comunicaciones por radio, una estación base es una instalación fija o moderada de radio para la comunicación media, baja o alta bidireccional. Se usa para comunicar con una o más radios móviles o teléfonos móviles. Las estaciones base normalmente se usan para conectar radios de baja potencia, como por ejemplo la de un teléfono móvil, un teléfono inalámbrico o una computadora portátil con una tarjeta WiFi. La estación base sirve como punto de acceso a una red de comunicación fija (como la Internet o la red telefónica) o para que dos terminales se comuniquen entre sí yendo a través de la estación base. 
En el área de las redes informáticas inalámbricas (WiFi o WiMAX), una estación base es un transmisor/receptor de radio que sirve como nexo (hub) de la red de área local inalámbrica. También puede servir como pasarela entre las redes inalámbrica y fija.
En el contexto de la telefonía móvil, una estación base (en inglés:Base Transceiver Station (BTS) dispone de equipos transmisores/receptores de radio, en la banda de frecuencias de uso (850 / 900 / 1800 / 1900 MHz)En GSM y (1900/2100Mhz) en UMTS que son quienes realizan el enlace con el usuario que efectúa o recibe la llamada(o el mensaje)con un teléfono móvil. Las antenas utilizadas suelen situarse en lo más alto de la torre (si existe), de edificios o colinas para dar una mejor cobertura y son tipo dipolo. Normalmente, está compuesta por un mástil al cual están unidas tres grupos de una o varias antenas equidistantes . El uso de varias antenas produce una diversidad de caminos radioeléctricos que permite mejorar la recepción de la información. 
Además, la Estación Base dispone de algún medio de transmisión, vía radio o cable, para efectuar el enlace con la Central de Conmutación de Telefonía Móvil Automática, que a su vez encamina la llamada hacia el teléfono destino, sea fijo o móvil. Por lo general estas estaciones disponen también de baterías eléctricas, capaces de asegurar el funcionamiento ininterrumpido del servicio. En zonas densamente pobladas (Ciudades,..), hay muchas estaciones base, próximas entre sí (células pequeñas). Las frecuencias deben ser cuidadosamente reutilizadas, ya que son escasas, por lo que cada E.B. transmite con poca potencia a fin de que no se produzcan interferencias de una célula con otra célula próxima que use las mismas frecuencias. En cambio, en las zonas de baja densidad (carreteras,..) las E.B. están alejadas unas de otras y transmiten a elevada potencia para asegurar la cobertura en una célula extensa.

## Enlaces
- Localizador página oficial gobierno de España de Estaciones Base de Telefonía

- Datos: Q17005322
- Multimedia: Mobile phone base stations / Q17005322